# 5506 Artiglio
5506 Artiglio este un asteroid din centura principală de asteroizi.

## Descriere
5506 Artiglio este un asteroid din centura principală de asteroizi. A fost descoperit pe 24 septembrie 1987 la Observatorul La Silla de Henri Debehogne. Asteroidul prezintă o orbită caracterizată de o semiaxă mare de 2,37 ua, o excentricitate de 0,17 și o înclinație de 5,2° în raport cu ecliptica.